# 郭偉邦

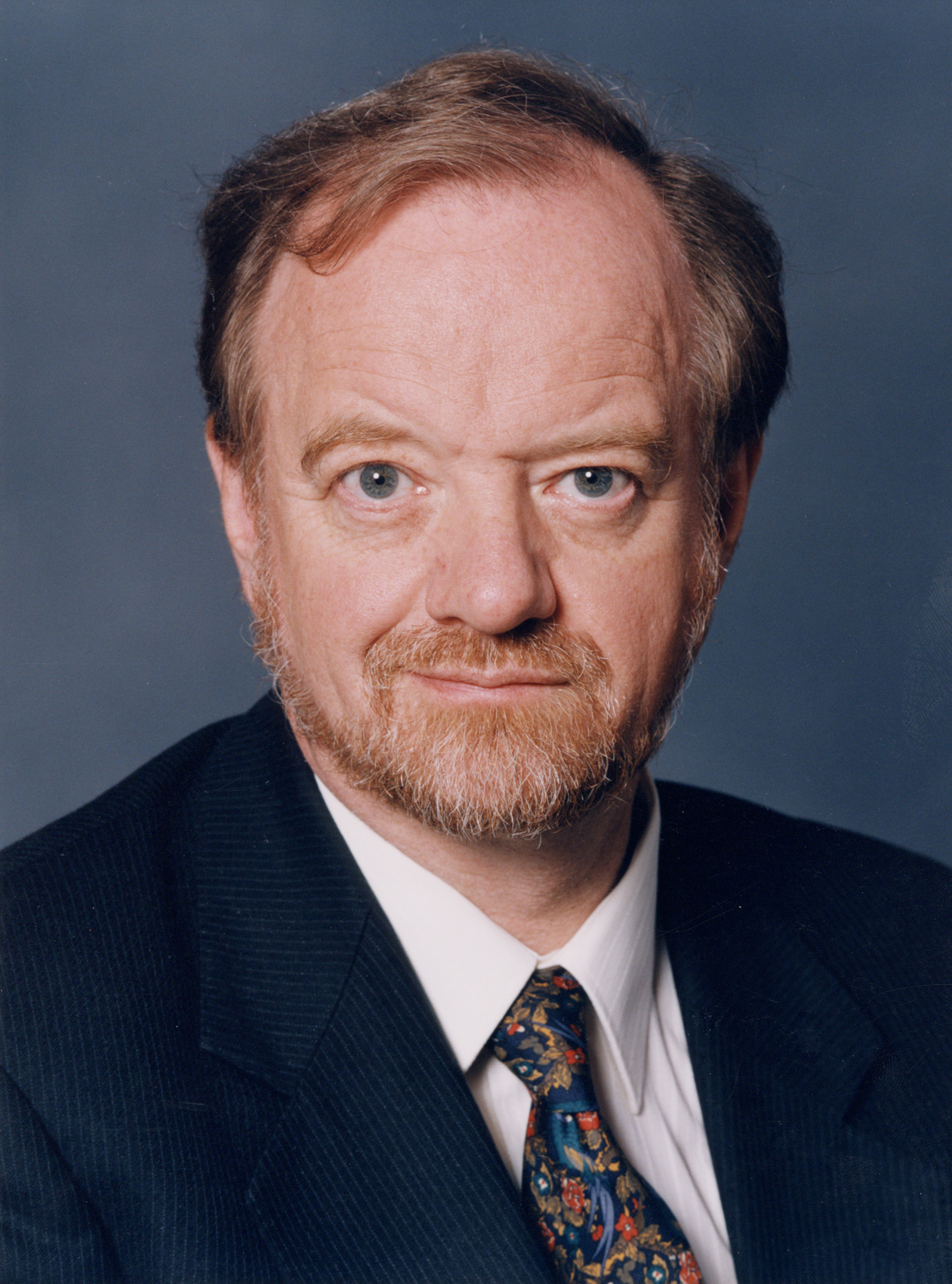
郭偉邦

（1946年2月28日—2005年8月6日），英國政治人物，工黨成員。库克代表工党于1974年2月赢得下议院席位，代表爱丁堡中央选区。1983年选区调整后，他转而代表利文斯顿，直至2005年逝世。1997年工党政府执政开始后，至2001年間，郭偉邦一直出任英國外相。由於他對美國及英國向伊拉克發動戰爭持反對態度，因此於2003年3月17日辭去下議院領袖的內閣職務，以示對攻伊的抗議。

## 生平
出生于蘇格蘭格拉斯哥附近的贝尔斯希尔，在爱丁堡大学攻读英语文学并获得硕士学位。
2005年8月，郭偉邦在苏格兰高地游玩时突发心脏病，虽被直升机送往医院進行急救，但因救治无效而死亡。2001年至2004年任欧洲社会党主席。